# Julio Musimessi
Julio Elías Musimessi (9. juli 1924 – 27. august 1997) var en argentinsk fodboldspiller (målmand).
Han spillede på klubplan primært for Newell's Old Boys og Boca Juniors. Han spillede også et enkelt år i Chile hos Green Cross. Med Boca vandt han i 1954 det argentinske mesterskab.
Musimessi spillede desuden 14 kampe for det argentinske landshold. Han deltog blandt andet ved VM i 1958 i Sverige, men spillede ikke nogen af landets tre kampe i turneringen. Han var også med til at vinde Copa América i 1955.

## Titler
Primera División de Argentina
- 1954 med Boca Juniors

Copa América
- 1955 med Argentina